# The Life of Pablo
The Life of Pablo je sedmé studiové album amerického rappera Kanyeho Westa. Album bylo nahráno u vydavatelství GOOD Music a Def Jam Recordings a vydáno 14. února 2016 exkluzině na hudební streamovací službě Tidal. Vydání alba bylo doprovázeno několika zásadními změnami názvu i písní, a masteringem a předěláváním na poslední chvíli. Po vydání se dočkalo obecně pozitivních ohlasů od kritiků, přičemž bylo oceňováno hlavně za kaleidoskopický hudební rozsah.
Dne 1. dubna 2016 bylo album dáno k digitálnímu prodeji a streamingu i na další hudební služby. Díky tomu v následujícím týdnu album debutovalo na první příčce žebříčku Billboard 200 s 94 000 prodanými kusy v USA.

## O albu
V listopadu 2013 oznámil, že začal pracovat na novém albu. Mimo něj se na produkci alba podílejí Rick Rubin a Q-Tip. V červenci 2014 řekl, že by album mohl vydat v září až v listopadu 2014. Tento termín ale nebyl dodržen. V lednu 2015 vydal nový singl, baladu „Only One“, pro kterou si přizval Paula McCartneyho, aby v ní hrál na piano. Píseň se umístila na 35. příčce amerického žebříčku. V téže době spolupracoval na prvním singlu „FourFiveSeconds“ z nového alba zpěvačky Rihanny. Na této písni se také znovu podílel i Paul McCartney. Singl se umístil na 4. příčce.
V únoru 2015 představil dvě nové písně. V televizním speciálu Saturday Night Live 40th Anniversary Special vystoupil s písní „Wolves“ (ft. Vic Mensa & Sia) a při předávání cen BRIT Awards vystoupil s písní „All Day“. Dne 1. března 2015 přes Twitter oznámil původní název svého sedmého alba, a to So Help Me God. Dne 3. května změnil název alba na SWISH, s tím, že se název může ještě měnit.
V lednu 2016 na Twitteru oznámil datum vydání alba, a to 11. únor 2016. Také slíbil, že každý pátek zveřejní novou píseň. První byla „Facts“, dalšími například „Real Friends“ (ft. Ty Dolla $ign) a „No More Parties in LA“ (ft. Kendrick Lamar).
Na konci ledna změnil název na WAVES, jednalo se tak už o druhou změnu názvu. Kvůli změně názvu alba si prošel rozepří s rapperem Wizem Khalifou, který tvrdil, že West ukradl název rapperovi Maxovi B. Mezi oběma rappery, jejichž výměna názorů proběhla přes Twitter, je napětí již od té doby, co Wiz Khalifa začal žít s Westovou bývalou přítelkyní Amber Rose. Na začátku února znovu změnil název alba, tentokrát uvedl zkratku T.L.O.P. Dne 10. února zveřejnil význam zkratky – The Life of Pablo, a spolu s finálním názvem, uveřejnil i finální seznam skladeb. O dva dny později však provedl v seznamu skladeb další úpravy a k původně deseti oznámeným písním přidal dalších sedm. Mastering alba proběhl na poslední chvíli v poslední dny před vydáním. Album bylo vydáno 14. února 2016.
Část alba The Life of Pablo byla 11. února přehrána na fashion show Yeezy Season 3, kde West předvedl již svou třetí kolekci oblečení pro Adidas Original. Show se konala v Madison Square Garden, živé vysílání akce bylo distribuováno do vybraných kin po celém světě. V Česku se akce účastnilo devět kin, včetně pražského kina Lucerna. Lístky na show v Madison Square Garden byly vyprodány během deseti minut.

### Singly
Dne 28. března 2016 byla jako singl vydána píseň „Famous“, na které se podíleli i Rihanna a Swizz Beatz. Singl byl oproti albu vydán nejen na Tidalu, ale také na Spotify či Apple Music. Singl se umístil na 34. příčce žebříčku Billboard Hot 100. V červnu 2016 vydal k písni videoklip, ve kterém leží nahý v posteli obklopen figurýnami nahých celebrit, mezi nimiž byli Donald Trump, George W. Bush, Taylor Swift, Rihanna, Chris Brown, Anna Wintour či Bill Cosby. Konceptem provokativního a voyeuristického videoklipu byl dle Westa jistý komentář ke slávě.
V červnu 2016 byly vydány další dva singly „Father Stretch My Hands Pt. 1“ (37. příčka) a „Fade“.
Po vydání alba v dubnu 2016 se do žebříčku prodejnosti Billboard Hot 100 dostalo ještě šest dalších písní, a to „Pt. 2“ (54. příčka), „Ultralight Beam“ (67.), „Waves“ (71.), „FML“ (84.), „Real Friends“ (92.) a „Feedback“ (99.).

## Po vydání

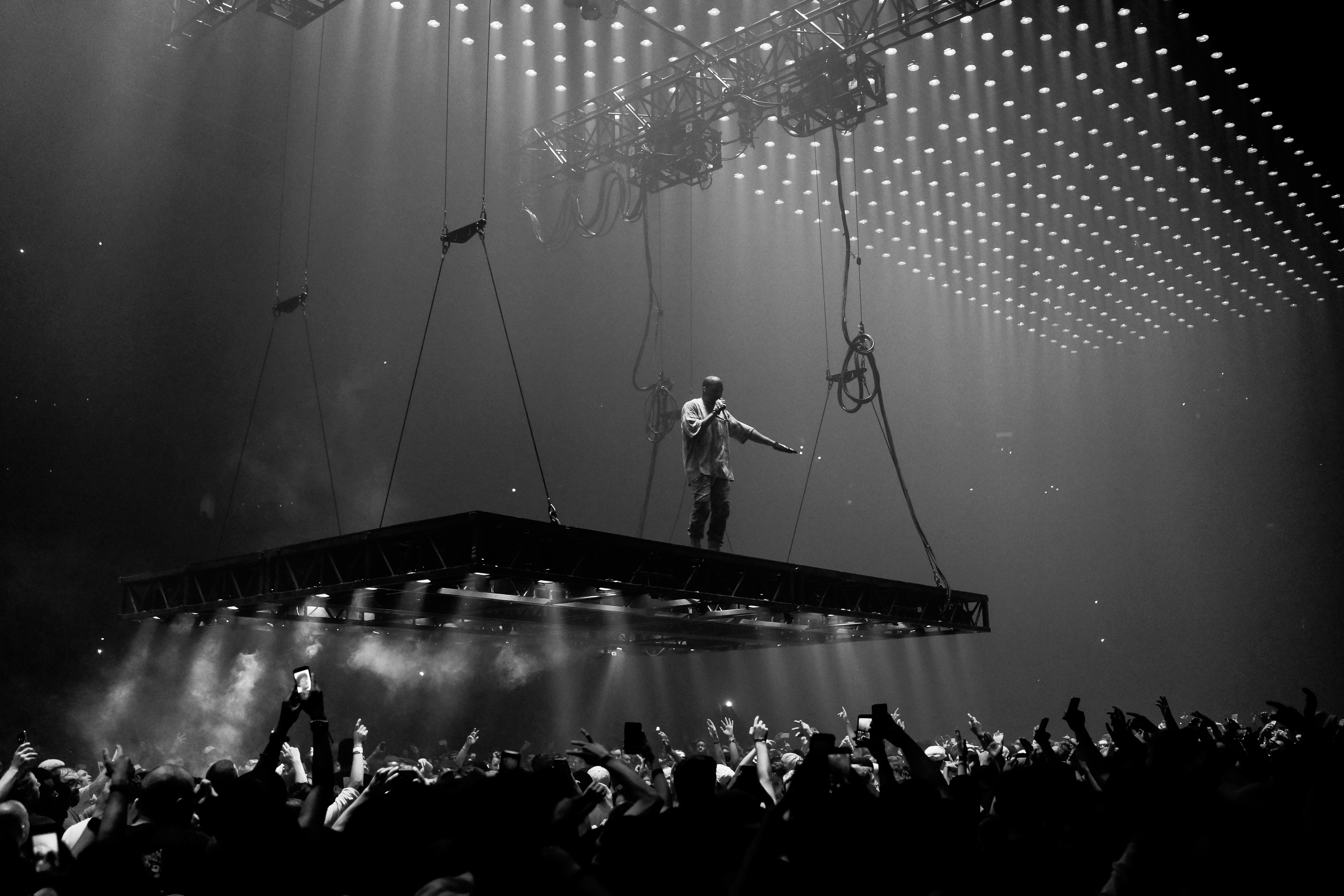
Kanye West při vystoupení na Saint Pablo Tour. (2016)

Album mělo být vydáno 11. února 2016, ale po dalších změnách a masteringu na poslední chvíli, bylo vydáno až 14. února, a to exkluzivně na službě Tidal. Na ostatních službách mělo být vydáno až týden poté. Dva dny po vydání West na Twitteru uvedl, že album bude i do budoucna k prodeji pouze na Tidalu. Nahrávací ani distribuční společnosti se však zatím k tomuto ohlášení nevyslovily. Dle odhadů bylo album jen za pouhý jeden den od vydání 500 tisíckrát nelegálně staženo. Jelikož bylo vydáno jen na Tidalu, který na žádost autorů nehlásí počty streamů, album se nejdříve neumístilo v žádném žebříčku prodejnosti. Dne 29. března však West povolil zveřejnění statistik. Podle údajů Tidalu bylo album během prvních 10 dnů prodeje streamováno celkem 250 milionkrát.
K digitálnímu prodeji a streamingu bylo zveřejněno i na ostatních hudebních službách dne 31. března 2016. V první týden digitálního prodeje a všeobecného streamingu se v USA prodalo 28 000 kusů (se započítáním streamů 94 300 kusů). Za první týden také album zaznamenalo 99 milionů streamů a díky tomu všemu debutovalo na první příčce žebříčku Billboard 200, jako první album, které toho docílilo jen s pomocí streamingu.
V polovině března 2016 upravil a na Tidal nahrál nové verze písní „Famous“ a „Wolves“. Druhá zmíněná nově obsahovala i dříve zapojené umělce, kterými byli Vic Mensa a Sia. Jako nová stopa bylo na album k písni „Wolves“ připojeno i outro s názvem „Frank's Track“. Dne 28. března West na Twitteru zveřejnil předělanou verzi písně „Ultralight Beam“, na předělávce pojmenované „Ultralight Prayer“ chyběl West i host Chance the Rapper, naopak více prostoru dostali Kirk Franklin a Kelly Price. V polovině června 2016 k albu připojil novou skladbu s názvem "Saint Pablo" a oznámil americkou Saint Pablo Tour.

## Ohlasy kritiků
Album získávalo především kladné kritiky. Na internetovém agregátoru recenzí Metacritic obdrželo hodnocení 75 bodů ze 100.
Hudební redaktor Radia Wave Miloš Hroch album označil za sázku na jistotu: „Odvážné jasnovidectví předchozího alba Yeezus z roku 2013, se kterým vytáhl ze soundcloudových účtů venezuelského producenta Arcu, tady střídá spíš sázka na jistotu.“ Další recenzent Radia Wave Jonáš Kucharský se rovněž domníval, že West pouze opakuje své úspěšné motivy, které se navíc ztrácejí v mediálním humbuku: „I ti nejlepší můžou vydávat špatná alba, u Kanyeho Westa je ale problém, že se v nekonečných mystifikacích, provokacích a velkohubých prohlášeních ztrácí nejenom posluchač, ale i West samotný.“
Hudební recenzent Karel Veselý pro Aktuálně.cz desku zhodnotil kladně a ocenil především megalomanství a autenticitu Westovy osobnosti otisklé do obsahu alba, mimo jiné napsal: „U The Life of Pablo ale, ať posloucháte, jak posloucháte, pořád slyšíte jen monumentální zmatek, kde úžasné momenty střídají okamžiky, u nichž se ošíváte trapností. Poprvé na Kanyeho deskách nespojuje písně žádné společné téma ani nálada a poprvé také jeho deska nepřináší hudebně nic zcela radikálně nového. The Life of Pablo je v lepším případě důkazem, že hudba je pro něj už jen koníček, v tom horším, že jeho egomaniactví nabralo směr, který nevyhnutelně směřuje do blázince. Lidé, kteří o sobě tvrdí, že jsou bůh, obvykle končí přesně tam.“
Velmi kladně desku zhodnotil i redaktor webu Prima Cool Radek Londin: „Celá deska nakonec trochu působí, jako by ji narychlo sestavil z různých útržků a rozpracovaných nápadů, které posbíral ve studiu. Kupodivu to však výsledku většinou neškodí, naopak jde o vítané osvěžení v porovnání s příliš uhlazenými a vykalkulovanými deskami ostatních popových hvězd.“

## Seznam skladeb
Credits dle oficiálních stránek. Původní tracklist releasu z 14. 2. 2016:
| Pořadí         | Název                                                   | Hudba | Text | Délka |
| -------------- | ------------------------------------------------------- | --- | --- | ----- |
| 1.             | Ultralight Beam (ft. Chance the Rapper a Kirk Franklin) | Kanye West, Dean, Chance the Rapper, Swizz Beatz, Rick Rubin[b], Derek Watkins[b], Plain Pat[a], DJ Dodger Stadium[a], Noah Goldstein | Kanye West, Mike Dean, Kelly Price, Terius Nash, Nico Segal, Kirk Franklin, Kasseem Dean, Chancelor Bennett, Jerome Potter, Samuel Griesemer                                                                        | 5:20  |
| 2.             | Father Stretch My Hands, Pt. 1 (ft. Kid Cudi)           | West, Dean, Rubin, Metro Boomin[b], DJ Dodger Stadium[a], Allen Ritter[a], Goldstein[a]                                               | West, Scott Mescudi, M. Dean, Cydel Young, Allen Ritter, Potter, Griesemer, Bennett, T. L. Barrett | 2:15  |
| 3.             | Pt. 2 (ft. Desiigner)                                   | West, Menace, Plain Pat[b], Shaw[a]                                                                                                   | West, Young, Sidney Selby III, Adnan Khan, Barrett | 2:09  |
| 4.             | Famous (ft. Rihanna)                                    | West, Havoc, Goldstein[b], Charlie Heat[b], Andrew Dawson[b], Hudson Mohawke[a], Dean[a], Plain Pat[a]                                | West, Young, Kejuan Muchita, Noah Goldstein, Andrew Dawson, M. Dean, Bennett K. Dean, Jimmy Webb, Winston Riley, Luis Bacalov, Enzo Vita, Sergio Bardotti, Giampiero Scalamogna                                     | 3:14  |
| 5.             | Feedback                                                | West, Heat[b], Goldstein[b] | West, Young, Darius, Jenkins, K. Rachel Mills, Marcus Byrd, Bennett, Ardalan Sarfaraz, Farid Zaland | 2:35  |
| 6.             | Low Lights                                              | West, DJ Dodger Stadium, Dean[a] | West, M. Dean, Potter, Griesemer, Sandy Rivera | 2:11  |
| 7.             | Highlights (ft. Young Thug)                             | West, Dean, Velous[b], Southside[b], Plain Pat[a], Goldstein[a]                                                                       | West, Nash, Young, Jeffrey Williams, M. Dean, Greg Phillinganes, Tyler Bryant, Pat Reynolds | 3:19  |
| 8.             | Freestyle 4 (ft. Desiigner)                             | West, Mohawke[b], Goldstein[b], Dean[b], DJ Dodger Stadium[a], Shaw[a], Trevor Guerikis[a]                                            | West, M. Dean, Young, Selby III, Ross Birchard, Potter Griesemer, Goldstein, Alison Goldfrapp, Robert Locke, Timothy Norfolk, William Gregory                                                                       | 2:02  |
| 9.             | I Love Kanye                                            | West | West | 0:44  |
| 10.            | Waves (ft. Chris Brown)                                 | West, Heat Mohawke[b], Metro Boomin[b], Dean[b], Anthony Kilhoffer[a]                                                                 | West, Chris Brown, Young, Tony Williams, Elon Rutberg, Birchard Watkins, M. Dean, Mescudi, Bennett, Leland T. Wayne, Fred Bratwaithe, Robin Diggs, Kevin Ferguson, Theodore Livingston, Darryl Mason, James Whipper | 3:01  |
| 11.            | FML (ft. The Weeknd)                                    | West, Mitus, Metro Boomin[b], Goldstein[b], Dean[b], Mohawke[a], Dawson[a]                                                            | West, Abel Tesfaye, Young, M. Dean, Dawson, Goldstein, Wayne, Christian Boggs, Jenkins Mills, Byrd Birchard, Lawrence Cassidy, Vincent Cassidy, Paul Wiggin                                                         | 3:56  |
| 12.            | Real Friends (ft. Ty Dolla $ign)                        | West, Boi-1da, Frank Dukes[b], Havoc[b], Darren King[a], Dean[a], Goldstein[a]                                                        | West, Matthew Samuels, Adam Feeney, Muchita, Darren King, Young, Glenda Proby, Tyrone Griffin Jr., Dean, Goldstein, Jalil Hutchins, Lawrence Smith                                                                  | 4:11  |
| 13.            | Wolves (ft. Frank Ocean a Caroline Shaw)                | West, Cashmere Cat, Sinjin Hawke, Dean, Goldstein[a], Shaw[a]                                                                         | West, Christopher Breaux, Marcus Hoiberg, Alan Brinsmead, Goldstein, Rutberg, Young, Ryan McDermott, M. Dean, Kirby Lauryen                                                                                         | 3:59  |
| 14.            | Siiiiiiiiilver Surffffeeeeer Intermission               | West | Charly Wingate, Karim Kharbouch | 0:56  |
| 15.            | 30 Hours                                                | West, Karriem Riggins, Dean, Goldstein[a]                                                                                             | West, Aubrey Graham, M. Dean, Arthur Russell, Cornell Haynes, Jason Epperson, Pharrell Williams, Charles Brown | 5:25  |
| 16.            | No More Parties in L.A. (ft. Kendrick Lamar)            | West, Madlib | West, Otis Jackson Jr., Kendrick Duckworth, John Watson, Walter Morrison, Herbert Rooney, Ronald Bean, Highleigh Crizoe, Dennis Coles, Larry Graham, Sam Dees, Tina Graham                                          | 6:14  |
| 17.            | Facts (Charlie Heat Version)                            | West, Metro Boomin, Southside, Heat                                                                                                   | West, Young, Ernest Brown, Nicholas Smith, A. Graham, Wayne, Nayvadius Wilburn | 3:19  |
| 18.            | Fade (ft. Post Malone a Ty Dolla $ign)                  | West, Kilhoffer[b], Benji B[b], Dean[b], Charlie Handsome[b], DJ Dodger Stadium[a], Goldstein[a]                                      | West, Griffin Jr., Austin Post, M. Dean, Potter, Griesemer, Norman Whitfield, Eddie Holland, Cornelius Grant, Larry Heard, Robert Owens, Louie Vega, Ronald Carroll, Barbara Tucker, Harold Matthews                | 3:14  |
| Celková délka: | Celková délka:                                          | Celková délka: | Celková délka: | 58:02 |